# Eucereon dognini
Eucereon dognini är en fjärilsart som beskrevs av Rothschild 1912. Eucereon dognini ingår i släktet Eucereon och familjen björnspinnare. Inga underarter finns listade i Catalogue of Life.